# Slatinná stráň
Slatinná stráň (německy Moorlahn) je vrchol v České republice ležící v Krkonoších.

## Poloha
Slatinná stráň se nachází v centrálních Krkonoších asi 2,5 km jižně od Pece pod Sněžkou a asi 7 km rovněž jižně od nejvyššího vrcholu hor Sněžky. Nachází se na rozsoše spojující Liščí a Černou horu. Od obou jí oddělují sedla s nadmořskou výškou okolo 1100 metrů. Sedlo s Černou horou se nachází jižním směrem a sedlo s Liščí horou nazývané Sokol severozápadním směrem. Hora leží na území Krkonošského národního parku.

## Vodstvo
Pod severním svahem Slatinné stráně se nachází hluboké údolí řeky Úpy, do jejíhož povodí patří i západní a východní svah. Západní svah odvodňuje Luční potok, východní pak Javoří potok. Pod jihozápadním svahem hory protéká Stříbrný potok, který patří do labského povodí.

## Vegetace
Smrčiny byly ve vrcholových partiích z větší části vykáceny. Dochovaly se částečně na prudších úbočích zejména západně od vrcholu. Na svazích hory se nacházejí rozsáhlé luční enklávy.

## Komunikace
Přímo přes vrcholovou partii vede z Lučin asfaltová cesta, po které je vedena zeleně značená trasa 4208 vedoucí do Velké Úpy. Asi 100 m východně od vrcholu prochází žlutě značená trasa 7215 do Pece pod Sněžkou a 250 m jižně od vrcholu vede po úbočí červeně značená trasa 0407 od Kolínské k Pražské boudě, od které pokračuje silnice do Pece pod Sněžkou.

## Stavby
Na lučních enklávách (Lučiny, Javorské boudy) na úbočích hory se nachází velké množství horských bud. Zejména západní svah pak slouží ke sjezdovému lyžování, nacházejí se zde velké lyžařské vleky obsluhující sjezdovky Javor a Smrk.